# 三笠市営バス

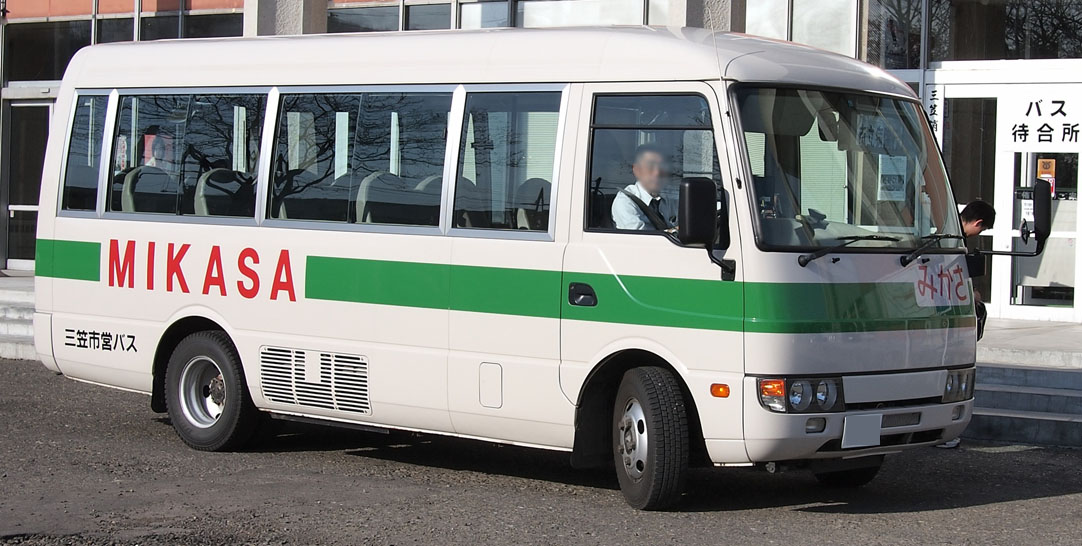
車両（2010年5月）

三笠市営バス（みかさしえいバス）は、北海道三笠市をエリアとする三笠市直営の乗合事業。

## 概要
JR幌内線の廃止に伴う鉄道代替バス（既設・新設路線）を運行していた北海道中央バスが、補助金無しには現行水準のサービスを維持できないとし、鉄道代替バスの一部路線を廃止することとした。これらの廃止による空白域の移動交通手段を確保する目的から、三笠市が市営バス運行の事業計画を立て、市議会の議決を経て2005年から事業開始に至る。
なお、第2次世界大戦後、三笠町（当時）内に北海道中央バス及び国鉄バスの運行が開始されたのと同時期に、町営バスの運行要望が出されたことがあるが、この際は町議会にて保留となり実現しなかった。

## 沿革
- 1950年：三笠町営バス事業計画を三笠町議会（当時）にはかる。三笠・幌内線、幾春別線（三笠 - 奔別）、三笠・岩見沢線の3路線の定期運行及び貸切営業をバス4台で行おうとする計画であったが、町議会にて一時保留のままとなる。
- 1951年12月1日：北海道中央バスが岩幌線（岩見沢 - 三笠 - 幌内（その後の三笠・幌内線））の運行を開始。
- 1987年7月13日：JR幌内線廃止に伴い北海道中央バス岩桂線（岩見沢駅前 - 岩見沢ターミナル - 三笠入口 - 萱野 - 三笠ターミナル）が運行開始。国及び北海道からの助成金にて、三笠市が同路線の運行を補助。
- 1992年7月13日：JR幌内線代替バスへの国の助成金が打ち切りとなり、北海道単独補助により三笠市が北海道中央バス岩桂線（岩見沢駅前 - 岩見沢ターミナル - 三笠入口 - 萱野 - 三笠ターミナル）の運行補助を継続。
- 1993年7月13日：JR幌内線代替バスへの北海道の助成金が打ち切りとなり、三笠市が北海道中央バス岩桂線（岩見沢駅前 - 岩見沢ターミナル - 自衛隊前 - 萱野 - 三笠ターミナル）の運行補助を開始。
- 1995年4月1日：北海道中央バス三笠・幌内線（三笠ターミナル - 中央町）の利用客減少に伴い、三笠市が同路線の運行補助を開始。
- 2005年4月21日：北海道中央バス三笠・幌内線廃止予定に伴い、三笠市が路線確保のため、運行回数、運行区間、ダイヤ、運賃等をおおむね現状維持することを条件に乗合バス事業者を公募。（応募無し）
- 2005年7月：三笠市営バス運行にかかる住民説明会開催
- 2005年12月1日：北海道中央バスが岩桂線、三笠・幌内線を廃止。三笠市営バス運行開始。幌内線、萱野線、山の手線を開設。運賃一律大人200円、子ども100円の設定。巴ハイヤー株式会社（三笠営業所 三笠市若松町11）に運行を委託。
- 2006年5月1日：幌内線経路変更。
- 2007年4月1日：中学生以下運賃無料化実施（小中学校統廃合に伴う通学の足確保等のため）。子ども運賃設定廃止。幌内線及び萱野線経路変更。
- 2008年6月1日：山の手線を廃止。
- 2009年6月1日：萱野線を廃止。幌内線ダイヤ改正（始発便・最終便の時刻変更、減便ほか）。
- 2014年11月1日：幌内線ダイヤ改正（一部時刻変更）及び路線延長、経路変更。
- 2017年4月1日：巴ハイヤー株式会社の廃業に伴い、立石興業株式会社（三笠市奔別新町299-1）に運行を委託。
- 2020年4月1日：幌内線日中便の一部で榊町団地経由便を試験運行（1年間の予定）[1]
- 2020年12月18日：運行車両を中型マイクロバスからバンタイプに変更[2][3]
- 2021年1月25日：電子マネー「WAON」での運賃決済サービスを開始[4]
- 2022年1月18日：幌内線日中便の一部で榊町団地－柏町経由便の試験運行開始[5]
- 2023年10月1日：幌内線土日祝日ダイヤで日中便の一部の柏町経由便を取りやめ（榊町団地経由のみ継続）[6]
- 2023年10月8日：市営バス無料乗車体験『バスを使ってみようデー 』実施[7][8]

## 本社および営業所
三笠市が運行の主体となり、立石興業株式会社（三笠市奔別新町299-1）に運行を委託。

## 現行路線

### 幌内線
- 三笠小学校 - 市立病院 - ふれあい健康センター - 市民会館 - クロフォード公園 - 初音町入口 - 住吉 - 北星町 - 幌内市民センター - 鉄道記念館 - 幌内1丁目
- 三笠小学校 - 市立病院 - 榊町団地 - 高美町団地 - 柏町児童公園 - ふれあい健康センター - 市民会館 - クロフォード公園 - 初音町入口 - 住吉 - 北星町 - 幌内市民センター - 鉄道記念館 - 幌内1丁目（試験運行）
  - 2005年12月1日：北海道中央バス三笠・幌内線廃止に伴い代替路線として開設。
  - 2006年5月1日：鉄道記念館 - 中央町間を廃止し、鉄道記念館から幌内1丁目まで路線延長。中央町バス停廃止、幌内1丁目バス停新設。
  - 2007年4月1日：多賀町 - 市立病院 - 市民会館経路を、多賀町 - 市民会館 - 市立病院に経路変更。市立病院バス停を道道岩見沢三笠線から市立三笠総合病院正面玄関前に移設。
  - 2009年6月1日：6時台及び21時台便の廃止を含む減便ほかダイヤ改正。
  - 2014年11月1日：市立病院から三笠小学校まで路線延長し、市立病院 - 市民会館経路を、市立病院 - ふれあい健康センター - 市民会館に経路変更。ダイヤ改正。ふれあい健康センター（旧山の手線と同じ場所）・三笠小学校バス停新設
  - 2020年4月1日：日中便の一部について、市立病院 - ふれあい健康センター間を榊町団地経由で試験運行（1年間の予定）。榊町経由便のみふれあい健康センターバス停をふれあい健康センター横に新設・ふれあい健康センター - 市民会館前間に農協前バス停（旧商工会館横）新設
  - 2022年1月18日：日中便の一部について、市立病院 - ふれあい健康センター間を榊町団地 - 柏町経由便の試験運行開始。榊町経由便のふれあい健康センターバス停をかえで通り東側（旧花の小川北側）に移設、榊町団地 - ふれあい健康センター間に高美町団地バス停（旧山の手線見晴公園 - 千人塚公園間）及び柏町児童公園バス停を新設
  - 2023年10月1日：日中便の一部で実施中の試験運行における土日祝日ダイヤにおいて、市立病院 - ふれあい健康センター間の高美町団地バス停（旧山の手線見晴公園 - 千人塚公園間）及び柏町児童公園バス停の経由を停止（榊町団地のみ経由）※平日の経由は継続

## 廃止路線
バス停移設に伴う経路変更は省略。

### 山の手線
- 市民会館 - 美園小学校 - 千人塚公園 - 見晴公園 - 三笠中学校 - 市立病院 - ふれあい健康センター - 市民会館
  - 2005年12月1日：開設。
  - 2007年4月1日：市立病院バス停を市来知（いちきしり）神社前市道から市立三笠総合病院正面玄関前に移設。
  - 2008年6月1日：全区間廃止。
    - 廃止停留所：美園小学校、かえで橋、グリーンヒルズかしわ、千人塚公園、見晴公園、宮本町公住1街区、三笠中学校、宮本町、ふれあい健康センター

### 幌内線
- 鉄道記念館 - 中央町
  - 2006年5月1日：部分廃止。
    - 廃止停留所：中央町

### 萱野線
- 大里西 - 萱野南 - 多目的研修センター - 萱野
  - 2007年4月1日：経路変更により廃止。
    - 廃止停留所：萱野南、多目的研修センター
- 市立病院 - 市民会館 - クロフォード公園 - 美和 - 大里西 - 萱野 - 岡山神社 - イオン南
  - 2005年12月1日：北海道中央バス岩桂線廃止に伴い、萱野 - 三笠間の代替路線として開設。（萱野 - 岩見沢ターミナル・札幌駅前ターミナル）間は北海道中央バス「高速みかさ号」が萱野バス停を設置することで代替）
  - 2007年4月1日：岡山バス停を岡山神社前に移設し岡山神社バス停に改称。岡山神社からイオン南まで路線延長。萱野南経由から三笠神社経由に経路変更。イオン南・岡山小学校バス停新設、萱野南・多目的研修センターバス停廃止。萱野中学校バス停を三笠神社前に移設。多賀町 - 市立病院 - 市民会館経路を、多賀町 - 市民会館 - 市立病院に経路変更。市立病院バス停を道道岩見沢三笠線から市立三笠総合病院正面玄関前に移設。
  - 2009年6月1日：全区間廃止。
    - 廃止停留所：美和、美和西、中央霊園入口、大里西、萱野中学校、萱野、岡山小学校、岡山神社、イオン南

## 車両
- バンタイプ車両（電子マネーWAON利用可能）※13人乗りワゴン車[8]。車両数非公開